# کاخ جشنواره و کنگره کن
کاخ جشنواره و کنگره کن (فرانسوی: Palais des Festivals et des Congrès‎) یک مرکز همایش در کن، فرانسه است.
این مجموعه که در سال ۱۹۴۹ تأسیس شده و دارای ۲۳۰۰ نفر ظرفیت است محل برگزاری جشنواره بین‌المللی فیلم کن می‌باشد.